# Hisonotus megaloplax
Hisonotus megaloplax es una pequeña especie de pez loricárido de agua dulce que integra el género Hisonotus. Este siluriforme habita en aguas templado-cálidas del centro-este de América del Sur.

## Taxonomía
Esta especie fue descrita originalmente en el año 2009 por los ictiólogos brasileños Tiago Pinto Carvalho y Roberto Esser dos Reis, con el mismo nombre científico.
Localidad tipo
La localidad tipo referida es: “Coxilha, en las coordenadas: 28°07′55″S 52°20′56″O / -28.13194, -52.34889, en el arroyo Caraguatá, sobre un camino secundario de la autopista BR-153 entre Passo Fundo e Ipiranga, estado de Río Grande del Sur, Brasil”.
Holotipo
El ejemplar holotipo designado es el catalogado como: MCP 42577, una hembra adulta la cual midió 42,8 mm. Fue colectada el 29 de abril de 2007 por T. P. Carvalho, A. R. Cardoso y C. A. Cramer.
Paratipos
Los paratipos fueron todos colectados en la cuenca del río Passo Fundo, afluente del Alto río Uruguay, en el estado de Río Grande del Sur, Brasil. Son los catalogados como: ANSP 187474; MCP 41352; MCP 31765 y MCP 31779.
Etimología
Etimológicamente el término genérico Hisonotus se construye con palabras en el idioma griego, en donde: isos significa ‘igual’ y noton es ‘espalda’ o ‘dorso’.
El epíteto específico megaloplax es un sustantivo en aposición que se construye con dos palabras del idioma griego, en donde: megalos significa ‘grande’ y plax es ‘placa’, en referencia a la gran serie de placas lateroabdominal que caracteriza a esta especie.

## Distribución y hábitat
Esta especie se encuentra del centro-este de América del Sur, específicamente en cursos fluviales de aguas subtropicales del estado de Río Grande del Sur, en el sudeste del Brasil. Solo habita en las cabeceras del río Passo Fundo, un afluente de la sección superior de la cuenca del río Uruguay, perteneciente a la cuenca del Plata.
La construcción de la represa Hacienda de la Brigada y la contaminación causada por el alcantarillado vertido por la zona urbana de Passo Fundo parecen ser las razones de su desaparición en esa región.
Ecorregionalmente es un endemismo de la ecorregión de agua dulce Uruguay superior.